# District de Gulou (Nankin)
Pour les articles homonymes, voir Gulou.
Le district de Gulou (鼓楼区 ; pinyin : Gǔlóu Qū) est une subdivision administrative de la province du Jiangsu en Chine. Il est placé sous la juridiction de la ville sous-provinciale de Nankin (Nankin).